# Fingerblättrige Akebie
Die Fingerblättrige Akebie (Akebia quinata), auch Fünfblättrige Akebie oder, aufgrund des würzigen Geruchs der Blüten, Schokoladenwein genannt, ist eine Pflanzenart aus der Familie der Fingerfruchtgewächse (Lardizabalaceae). Sie wächst wild in bergigen Wäldern Ostasiens in China, Korea und Japan.

## Beschreibung

### Vegetative Merkmale

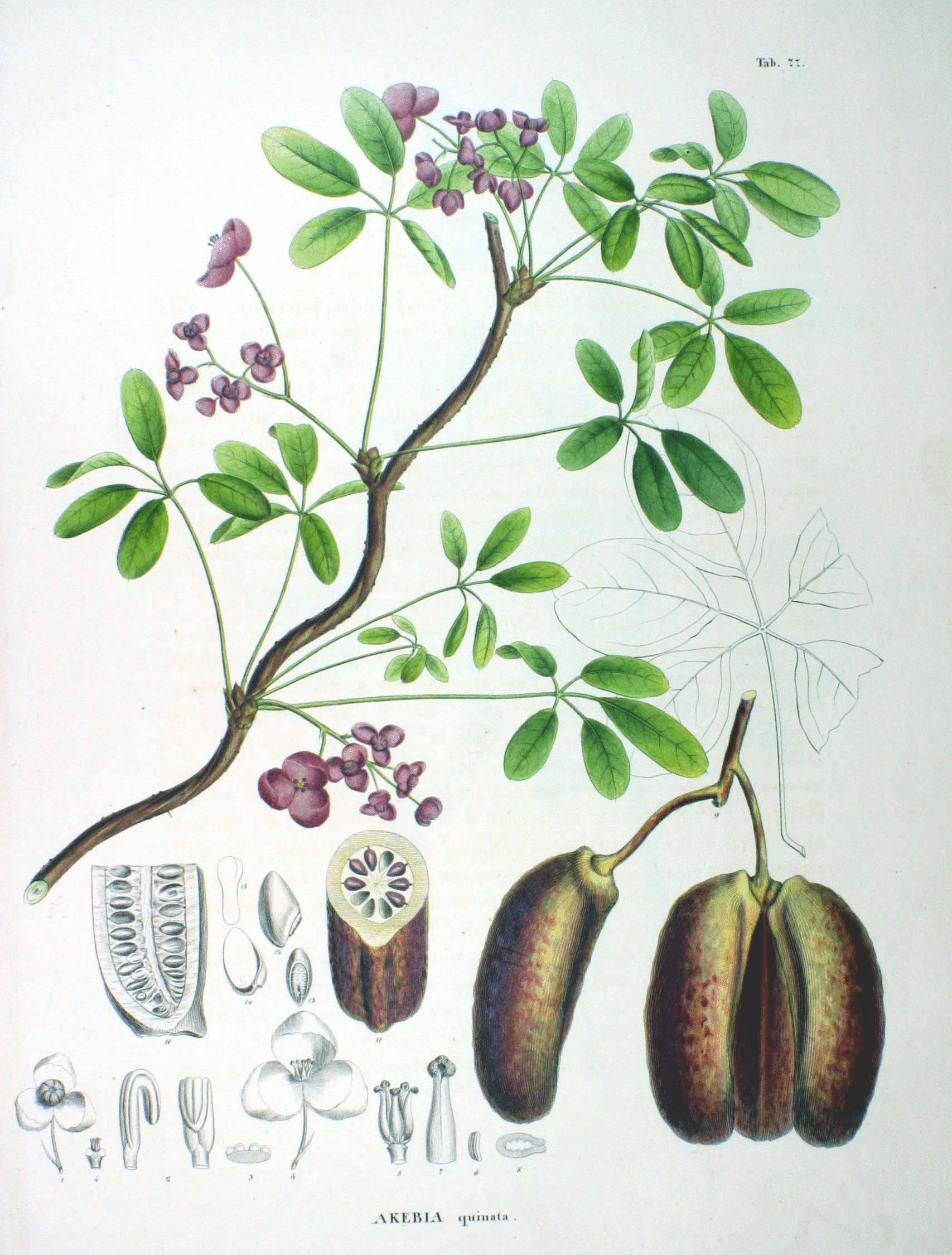
Abbildung der Akebia quinata

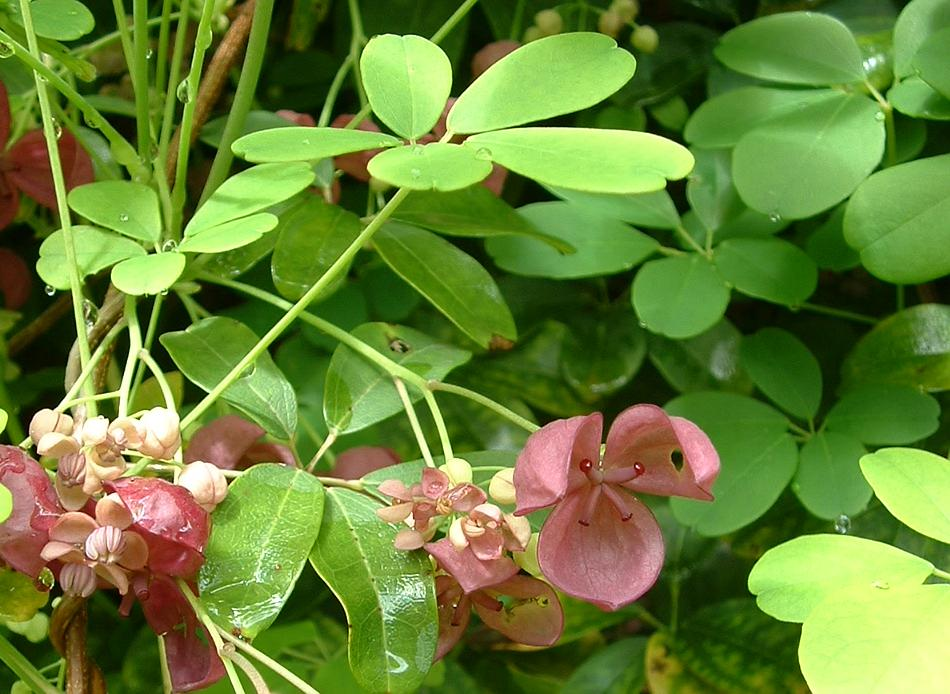
Fingerblättrige Akebie (Akebia quinata)

Akebia quinata ist eine tropische, verholzende, immergrüne oder laubabwerfende Kletterpflanze und erreicht Wuchshöhen bzw. Längen von 12 Meter.
Ihre gestielten Laubblätter sind meist fünfteilig, handförmig zusammengesetzt. Der Blattstiel ist 5–10 Zentimeter lang. Die meist ganzrandigen bis leicht buchtigen und kurz gestielten, etwa 2,5–6,5 Zentimeter langen, kahlen Blättchen sind eiförmig bis verkehrt-eiförmig und oberseits dunkelgrün, unterseits bläulich-grün gefärbt. Das Endblättchen ist meist am größten und leicht größer, die 1–2 Zentimeter langen Blättchenstiele sind rinnig. An der Spitze sind die Blättchen abgerundet und meist eingebuchtet sowie öfters (fein)stachelspitzig. Die Nebenblätter fehlen meist.

### Generative Merkmale
Akebia quinata ist einhäusig monözisch, die Blütezeit ist April bis Mai. Sie ist protogyn, also vorweiblich. Die leicht duftenden und gestielten, funktionell eingeschlechtlichen Blüten mit einfacher Blütenhülle stehen in achselständigen, gemischten Trauben zusammen, die Kronblätter fehlen. Es sind kleine Tragblätter vorhanden. Die drei petaloiden Kelchblätter sind jeweils bootförmig. Die Blüten sind entweder rosa, rötlich oder purpurfarben bis violett oder weiß gefärbt. Die weiblichen Blüten sind lang gestielt und etwa 2,5 cm groß, die männlichen sind kurz gestielt und kleiner, etwa 1–1,5 cm. Bei den weiblichen Blüten sind mehrere (bis 9) freie Stempel mit sitzenden Narben und einige Staminodien vorhanden. Bei den männlichen Blüten sind einige (6,7), relativ kurze Staubblätter mit großen Antheren und sehr kurzen Staubfäden und einige (bis 6) kurze Pistillode ausgebildet.
Die mehr oder weniger purpurnen, leicht ledrigen, glatten und recht skurril aussehenden, finger- oder wurstförmigen und vielsamigen, schmal-eiförmigen bis ellipsoiden, manchmal leicht gebogenen Balgfrüchte der Akebie reifen vom September bis Oktober. Sie sind etwa 5–12 Zentimeter lang, mit einem weißlichen, leicht festen Fruchtfleisch. Sie erscheinen einzeln oder zu mehreren in einer Sammelbalgfrucht. Die glatten Samen im Zentrum, im gelatinösen, klebrigen und essbaren Plazentagewebe (Pulpe), sind schwärzlich und 4–6 Millimeter groß, mit einem kleinen, weißen Arillus.
Die Chromosomenzahl beträgt 2n = 16 oder 32.

## Standort
Am liebsten steht die Fingerblättrige Akebie sonnig oder halbschattig an einer geschützten Lage. Die Erde sollte eher lehmig, feucht und nährstoffreich sein. Sie ist jedoch anpassungsfähig und gedeiht auch in sandiger, weniger feuchter Erde.

## Taxonomie
Die Fingerblättrige Akebie wurde 1779 durch Maarten Willem Houttuyn in Natuurlijke Historie, vol. 2(11), S. 366 als Rajania quinata erstbeschrieben. Houttuyn hatte den Namen von Carl Peter Thunberg übernommen. Durch Joseph Decaisne wurde die Art 1839 in Arch. Mus. Hist. Nat. 1: 195 als Akebia quinata (Houtt.) Decne. in die Gattung Akebia gestellt. Ein Synonym ist Akebia micrantha Nakai.

## Nutzung
In Europa wird sie aufgrund ihrer langen Laubhaftung und ihres schnellen Wachstums zur Fassadenbegrünung als Zierpflanze verwendet, ist jedoch kaum verbreitet, da sie sich leicht verschlingt. Die frosttolerante Pflanze ist winterhart (Zone 5).
Die Früchte bzw. die weiche Pulpe im Zentrum sind essbar und haben einen leicht süßlichen Geschmack. Die Blätter können als Tee verwendet werden.

### Heilmittel
In China und Japan gilt die getrocknete Rinde der Akebie als Heilmittel und ist vom Japanischen Sozialministerium auch als solches anerkannt. Sie wirkt diuretisch, ist entzündungshemmend, hilft bei ausbleibender Menstruation und beim Stillen. Außerdem werden der Frucht krebsheilende und der Wurzel fiebersenkende Wirkung nachgesagt. In einer Untersuchung zu schwangerschaftsverhütenden Pflanzen in China stand die Akebie außerdem an 13. Stelle.

## Invasive Pflanze
In Deutschland steht die Fingerblättrige Akebie auf der Warnliste invasiver Gefäßpflanzenarten.

## Bilder

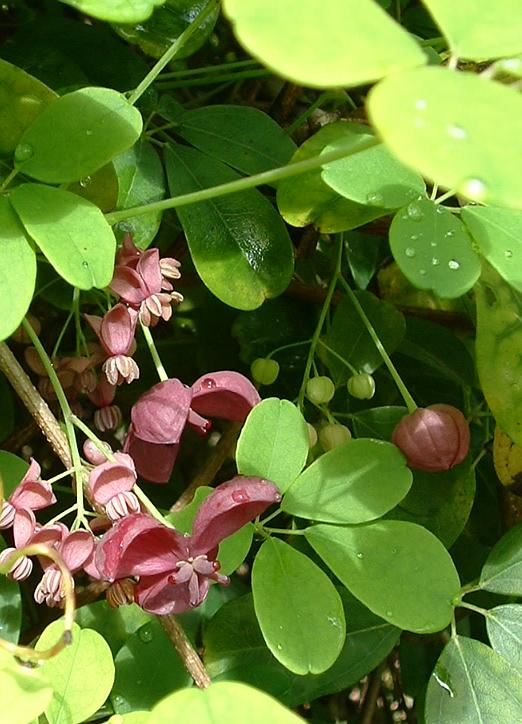
Blüten der Akebia quinata
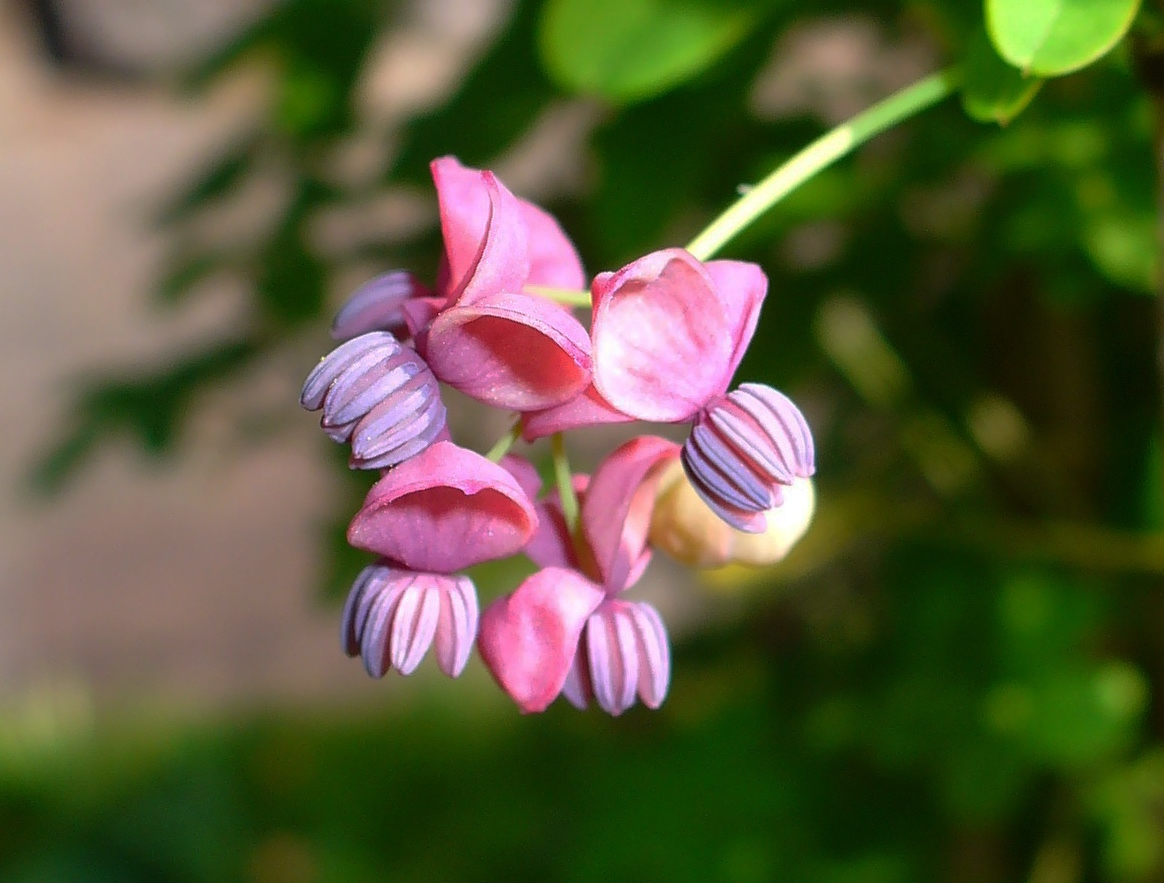
Männliche Blüten
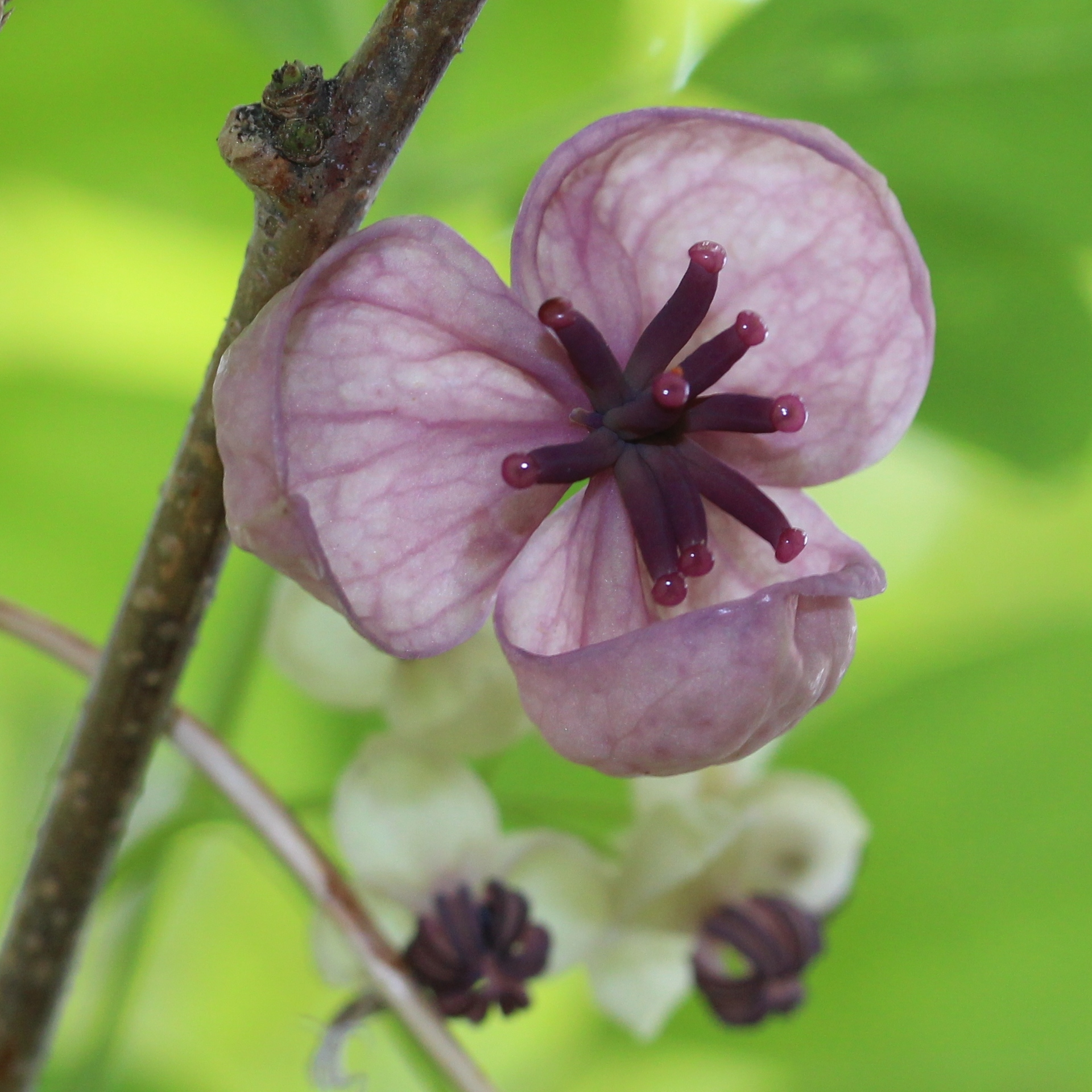
Weibliche Blüte
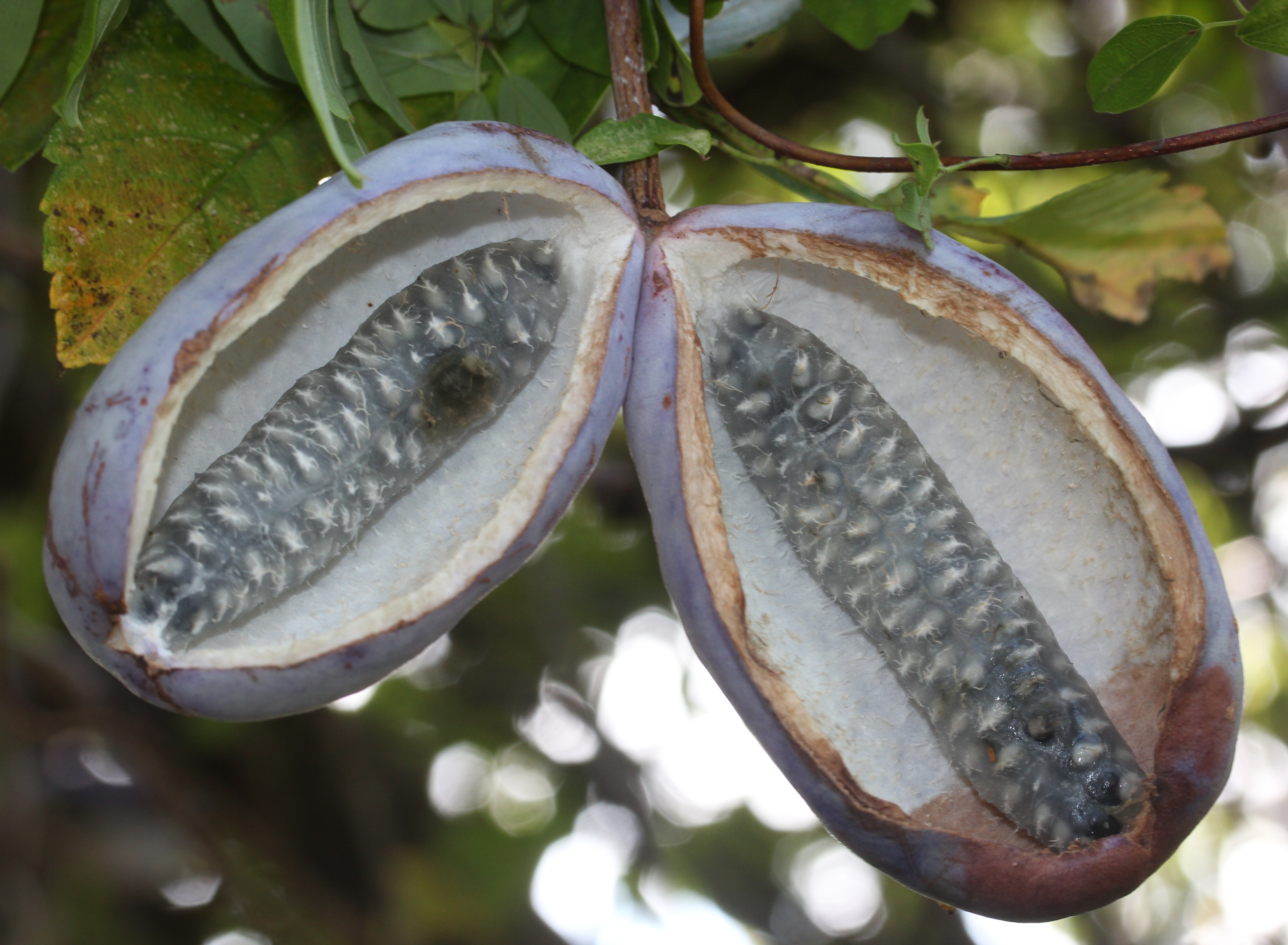
Geöffnete Frucht
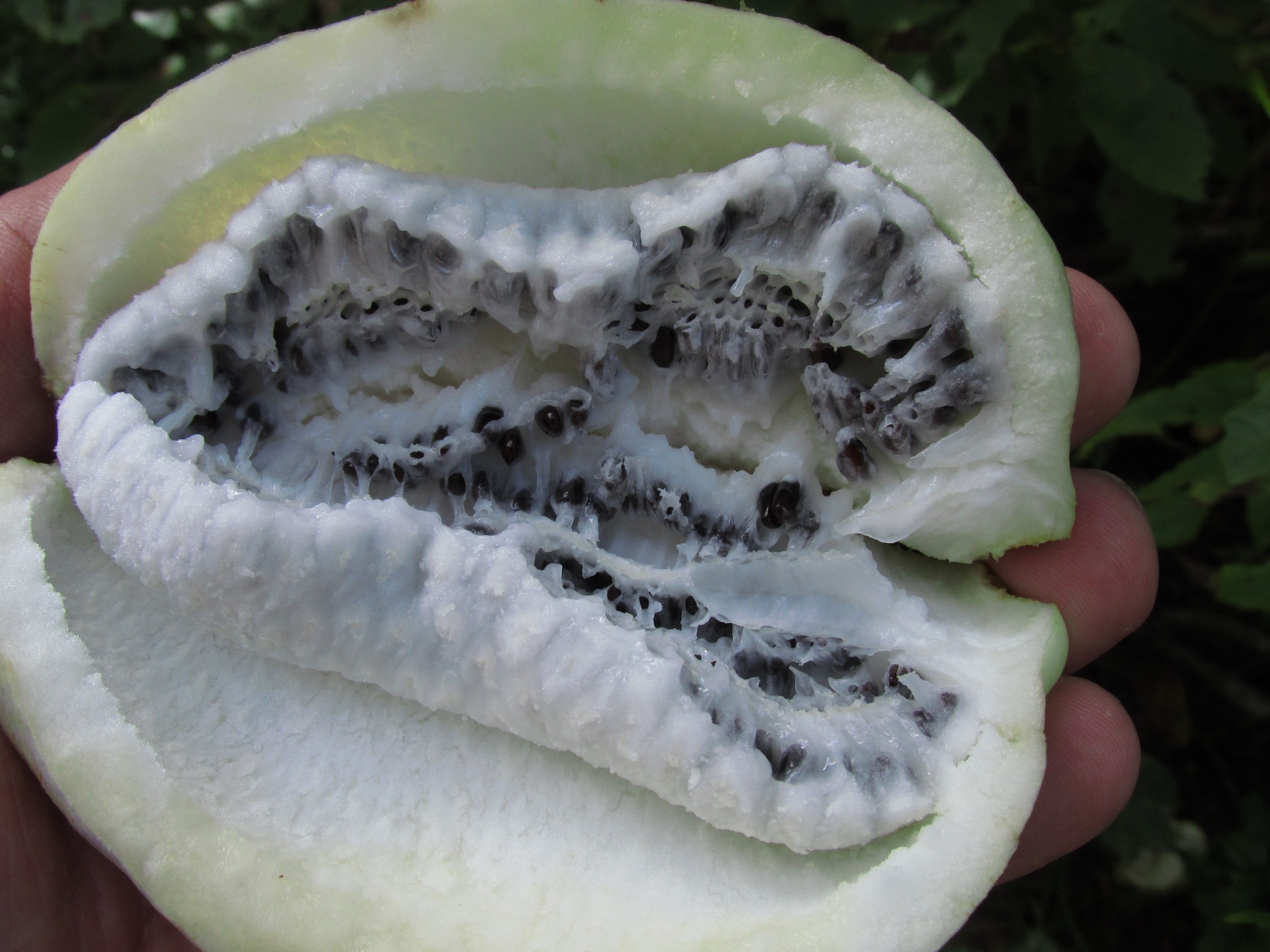
Samen in der Pulpe
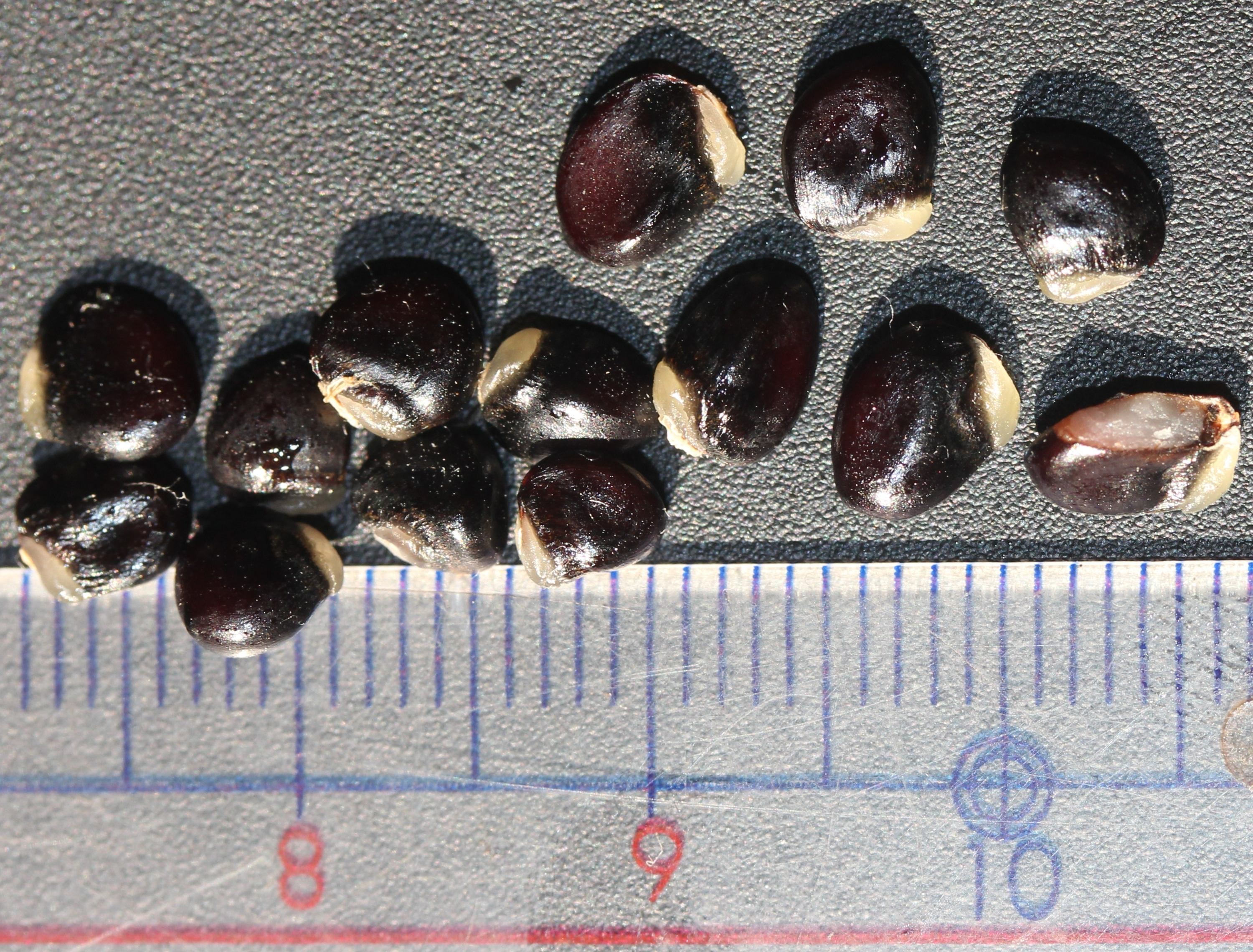
Samen mit kleinem Arillus